# Phorbia acrophallosa
Phorbia acrophallosa este o specie de muște din genul Phorbia, familia Anthomyiidae, descrisă de Ackland în anul 1993. Conform Catalogue of Life specia Phorbia acrophallosa nu are subspecii cunoscute.